# Xenostrobus
Xenostrobus är ett släkte av musslor. Xenostrobus ingår i familjen blåmusslor.
Kladogram enligt Catalogue of Life:
| Xenostrobus | \| \| Xenostrobus pulex \| \| \| \| \| \| Xenostrobus securis \| \| \| \| |
|             | \| \| Xenostrobus pulex \| \| \| \| \| \| Xenostrobus securis \| \| \| \| |
|             | Xenostrobus pulex                                                         |
|             |                                                                           |
|             | Xenostrobus securis                                                       |
|             |                                                                           |